# Južna Avstralija
Južna Avstralija je četrta največja zvezna država Avstralije s površino 983.482 km2. Njeno glavno mesto je Adelaide. 

## Geografija
Južna Avstralija meji na Južni ocean - njena obala je dolga več kot 3.700 km.

### Površje
Dežela je zelo ravna; več kot 80 % površja leži pod 300 m nadmorske višine, najnižja točka pa je Eyrovo jezero, ki leži 16 m pod morsko gladino in je tudi najnižja v Avstraliji.

### Podnebje
Južna Avstralija ima sredozemsko podnebje in je najbolj suha država v Avstraliji.